# حراسة الأراضي المقدسة
حراسة الأراضي المقدسة (باللاتينية: Custodia Terræ Sanctæ)، أو المرسلون الفرنسيسكان في خدمة الأرض المقدسة، هي مجموعة دينية تنتمي إلى الكنيسة الرومانية الكاثوليكية، وتعرف باسم رهبنة الإخوة الأصاغر الفرنسيسكان، وتأسست حراسة الأراضي المقدسة على يد فرنسيس الأسيزي بعد لقاءه مع خامس سلاطين الدولة الأيوبية الكامل ناصر الدين محمد، خلال رحلته إلى الحج في الأراضي المقدسة سنة 1217.